# Shalom Tomáš Neuman
Shalom Tomáš Neuman (* 27. července 1947, Praha) je česko-americký umělec, zakladatel muzea a hnací síla konceptu výtvarného umění „fusionismus“.

## Život
Neuman se narodil do židovské rodiny v Praze v tehdejším Československu, ale brzy poté se jeho rodina přestěhovala do Izraele. Ve věku 12 let pak Neuman emigroval se svou rodinou do Spojených států amerických. Studoval na Tyler School of Art ve Philadelphii a poté získal dva tituly BFA a MFA na Carnegie Mellon University v oboru sochařství a malířství.
Neuman vyučoval na Cooper Union a Parsons School of Design a byl hostujícím přednášejícím na The School of Visual Arts, Pratt Institute a Yale University.
Neuman je členem Rivington School. Neuman je držitelem ceny Premio Galileo Giglio d'Oro za umění za rok 2013 a při této příležitosti produkoval akci Fusionism v Teatro della Pergola ve Florencie. Neuman je úzce spojen s newyorským literárním kolektivem The Unbearables.
Od srpna do listopadu 2011 byla jeho práce předmětem výstavy "The Fusion Art of Shalom Neuman" v Národní galerii Praha.

## Práce
Neuman je zastoupen galeriemi Van der Plas a Ilon v New Yorku a galerií artandtide v italské Veroně. O Neumanově práci psali kritici jako Donald Kuspit' a Robert C. Morgan, který popsal Neumanovu práci jako "humanismus v exilu". Jeho díla jsou zastoupena ve stálé sbírce Národní galerie v Praze, ve sbírkách Židovského muzea v Praze, Musea Kampa v Praze, Muzea Ellis Island a Muzea moderního umění v New York. Neumanova kniha Fusionarts je v knihovně Muzea moderního umění v New Yorku. Neuman má a měl díla ve sbírkách Elaine de Kooning, Enrico Baj, Chemical Bank, Paolo Martini a Ivan Karp, mimo jiné.